# Canton de Meylan
Pour les articles homonymes, voir Meylan (homonymie).
Le canton de Meylan est une circonscription électorale française située dans le département de l'Isère et la région Auvergne-Rhône-Alpes.

## Histoire
Le canton de Meylan a été créée par le décret du 2 août 1973 à la suite du démantèlement des anciens cantons de Grenoble-Est, Grenoble-Nord et Grenoble-Sud.
Il a été modifié par le décret du 21 avril 1988 créant le canton de Saint-Ismier.
Un nouveau découpage territorial de l'Isère entre en vigueur à l'occasion des élections départementales de 2015. Il est défini par le décret du 18 février 2014, en application des lois du 17 mai 2013 (loi organique 2013-402 et loi 2013-403). Les conseillers départementaux sont, à compter de ces élections, élus au scrutin majoritaire binominal mixte. Les électeurs de chaque canton élisent au Conseil départemental, nouvelle appellation du Conseil général, deux membres de sexe différent, qui se présentent en binôme de candidats. Les conseillers départementaux sont élus pour 6 ans au scrutin binominal majoritaire à deux tours, l'accès au second tour nécessitant 12,5 % des inscrits au 1er tour. En outre la totalité des conseillers départementaux est renouvelée. Ce nouveau mode de scrutin nécessite un redécoupage des cantons dont le nombre est divisé par deux avec arrondi à l'unité impaire supérieure si ce nombre n'est pas entier impair, assorti de conditions de seuils minimaux. Dans l'Isère, le nombre de cantons passe ainsi de 58 à 29. Le canton de Meylan est agrandi par ce décret.

## Géographie
Ce canton est organisé autour de Meylan dans l'arrondissement de Grenoble. Son altitude varie de 206 m (Meylan) à 2 079 m (Le Sappey-en-Chartreuse).

## Représentation

### Représentation avant 2015
| Période | Période | Identité           | Étiquette       | Qualité |
| ------- | ------- | ------------------ | --------------- | --- |
| 1973    | 1982    | Antoine Buisson    | CD puis UDF-CDS | Président du Conseil Général (1967-1976) Ancien conseiller général du Canton de Grenoble-Est (1945-1973)                    |
| 1982    | 2008    | Guy-Pierre Cabanel | UDF-Radical     | Ancien doyen de la Faculté de Médecine de Grenoble Député (1973-1981) puis Sénateur (1983-2001) Maire de Meylan (1983-1995) |
| 2008    | 2015    | Jean-Claude Peyrin | UMP             | Médecin, ancien Président de l'UMP 38 -ancien Maire adjoint de Meylan                                                       |

### Représentation à partir de 2015
| Période élective | Période élective | Mandat | Mandat   | Identité           | Nuance | Nuance | Qualité |
| ---------------- | ---------------- | ------ | -------- | ------------------ | ------ | ------ | --- |
| 2015             | 2021             | 2015   | 2021     | Agnès Menuel       |        | LR     | Conseillère à l'emploi Adjointe au Maire de Domène (1995-2020) Conseillère municipale de Domène (depuis 2020) |
| 2015             | 2021             | 2015   | 2021     | Jean-Claude Peyrin |        | LR     | Médecin anesthésiste-réanimateur Premier adjoint au maire de Meylan (jusqu'en 2020)                           |
| 2021             | 2028             | 2021   | en cours | Franck Benhamou    |        | LREM   | Avocat, Biviers                                                                                               |
| 2021             | 2028             | 2021   | en cours | Joëlle Hours       |        | MoDem  | Professeure agrégée d’Economie Politique Conseillère municipale de Meylan                                     |

### Résultats détaillés

#### Élections de mars 2015
À l'issue du 1er tour des élections départementales de 2015, deux binômes sont en ballottage : Agnès Menuel et Jean-Claude Peyrin (Union de la Droite, 39,59 %) et Agnès Rolin et Olivier Véran (Union de la Gauche, 29,72 %). Le taux de participation est de 52,83 % (17 770 votants sur 33 634 inscrits) contre 49,24 % au niveau départemental et 50,17 % au niveau national.
Au second tour, Agnès Menuel et Jean-Claude Peyrin (Union de la Droite) sont élus avec 56,48 % des suffrages exprimés et un taux de participation de 53,28 % (9 487 voix pour 17 919 votants et 33 633 inscrits).

#### Élections de juin 2021
Le premier tour des élections départementales de 2021 est marqué par un très faible taux de participation (33,26 % au niveau national). Dans le canton de Meylan, ce taux de participation est de 38,73 % (13 036 votants sur 33 660 inscrits) contre 31,88 % au niveau départemental. À l'issue de ce premier tour, deux binômes sont en ballottage : Nicolas Retour et Agnès Rolin (Union à gauche avec des écologistes, 35,87 %) et Franck Benhamou et Joëlle Hours (Union au centre, 27,68 %).
Le second tour des élections est marqué une nouvelle fois par une abstention massive équivalente au premier tour. Les taux de participation sont de 34,36 % au niveau national, 32,23 % dans le département et 38,91 % dans le canton de Meylan. Franck Benhamou et Joëlle Hours (Union au centre) sont élus avec 53,35 % des suffrages exprimés (6 418 voix pour 13 101 votants et 33 669 inscrits),,. 

## Composition

### Composition de 1973 à 1988
Lors de sa création en 1973, le canton de Meylan comprenait neuf communes :
- Bernin,
- Biviers,
- Corenc,
- Meylan,
- Montbonnot-Saint-Martin,
- Saint-Ismier,
- Saint-Nazaire-les-Eymes,
- Le Sappey-en-Chartreuse,
- La Tronche.

### Composition de 1985 à 2015
À la suite de la recomposition de 1988, il ne comprenait plus que quatre communes.
| Nom                     | Code Insee | Codepostal | Superficie (km2) | Population (dernière pop. légale) | Densité (hab./km2) |
| ----------------------- | ---------- | ---------- | ---------------- | --------------------------------- | ------------------ |
| Meylan (chef-lieu)      | 38229      | 38240      | 12,32            | 17 646 (2012)                     | 1 432              |
| Corenc                  | 38126      | 38700      | 6,50             | 3 944 (2012)                      | 607                |
| Le Sappey-en-Chartreuse | 38471      | 38700      | 15,13            | 1 101 (2012)                      | 73                 |
| La Tronche              | 38516      | 38700      | 6,42             | 6 627 (2012)                      | 1 032              |

### Composition depuis 2015
Le canton de Meylan est désormais composé de huit communes :
| Nom                            | Code Insee | Intercommunalité         | Superficie (km2) | Population (dernière pop. légale) | Densité (hab./km2) | Modifier                                    |
| ------------------------------ | ---------- | ------------------------ | ---------------- | --------------------------------- | ------------------ | ------------------------------------------- |
| Meylan (bureau centralisateur) | 38229      | Grenoble-Alpes Métropole | 12,32            | 18 790 (2022)                     | 1 525              | modifier les données · modifier les données |
| Biviers                        | 38045      | CC Le Grésivaudan        | 6,17             | 2 327 (2022)                      | 377                | modifier les données · modifier les données |
| Corenc                         | 38126      | Grenoble-Alpes Métropole | 6,50             | 4 177 (2022)                      | 643                | modifier les données · modifier les données |
| Domène                         | 38150      | Grenoble-Alpes Métropole | 5,29             | 6 777 (2022)                      | 1 281              | modifier les données · modifier les données |
| Montbonnot-Saint-Martin        | 38249      | CC Le Grésivaudan        | 6,38             | 5 554 (2022)                      | 871                | modifier les données · modifier les données |
| Murianette                     | 38271      | Grenoble-Alpes Métropole | 6,07             | 866 (2022)                        | 143                | modifier les données · modifier les données |
| Le Sappey-en-Chartreuse        | 38471      | Grenoble-Alpes Métropole | 15,13            | 1 154 (2022)                      | 76                 | modifier les données · modifier les données |
| La Tronche                     | 38516      | Grenoble-Alpes Métropole | 6,42             | 6 447 (2022)                      | 1 004              | modifier les données · modifier les données |
| Canton de Meylan               | 3816       |                          | 64,28            | 46 092 (2022)                     | 717                | modifier les données                        |

## Démographie

### Démographie avant 2015
| 1975   | 1982   | 1990   | 1999   | 2006   | 2011   | 2012   |
| ------ | ------ | ------ | ------ | ------ | ------ | ------ |
| 22 932 | 24 946 | 28 435 | 29 972 | 28 393 | 29 190 | 29 318 |

### Démographie depuis 2015
En 2022, le canton comptait 46 092 habitants, en évolution de +5,14 % par rapport à 2016 (Isère : +3,07 %, France hors Mayotte : +2,11 %).
| 2013   | 2018   | 2022   |
| ------ | ------ | ------ |
| 44 011 | 44 454 | 46 092 |